# Rondo Polsadu w Krakowie
Rondo Polsadu – jedno z ważniejszych skrzyżowań ulic w Krakowie, zlokalizowane na północny wschód od Starego Miasta u zbiegu ulic Lublańskiej, Młyńskiej i al. gen. Tadeusza Bora-Komorowskiego. Przez skrzyżowanie przebiega III obwodnica Krakowa w ciągu al. gen. Tadeusza Bora-Komorowskiego i ul. Lublańskiej. Nad rondem przebiega estakada im. gen. Mateusza Iżyckiego, wybudowana w 2007 roku. Obecnie Rondo Polsadu znajduje się na terenie dzielnicy Prądnik Czerwony.

## Komunikacja
Rondo Polsadu jest jednym z najważniejszych węzłów komunikacyjnych w Krakowie. Obecnie posiada 3 pasy ruchu. Organizacja ruchu w obrębie Ronda Polsadu ma charakter samooczyszczający się; oznacza to, że wszystkie pasy ruchu wyprowadzają kierujących poza skrzyżowanie i aby na nim pozostać należy zmieniać pasy ruchu.
Przez skrzyżowanie przebiega III obwodnica Krakowa w ciągu al. gen. Tadeusza Bora-Komorowskiego i ul. Lublańskiej. Przez Rondo Polsadu przebiegają trasy licznych linii autobusowych krakowskiej komunikacji miejskiej. Nad rondem przebiega Estakada im. gen. Mateusza Iżyckiego, wybudowana w 2007 roku.

## Otoczenie
Na północ od ronda Polsadu przy ul. Lublańskiej 38 znajduje się budynek Rondo Business Park mający 60 metrów wysokości]. Na zachód od ronda znajduje się Park Zaczarowanej Dorożki. Na północny wschód od ronda znajduje się Quattro Business Park mający 62 metry wysokości.
W 2024 roku przy rondzie ma powstać podziemny przystanek tramwajowy w ramach budowy nowej linii tramwajowej do Mistrzejowic.
W pobliżu ronda Polsadu znajdują się:
- Rondo Business Park
- Quattro Business Park
- Park Zaczarowanej Dorożki